# Primera ola del punk
La primera ola del punk, a veces llamada punk rock clásico, punk 77 o punk de los '70s, es un término utilizado para definir a las primeras bandas punk de los Estados Unidos y el Reino Unido.
El período de formación de estas bandas se sitúa a mediados de la década de 1970, como continuación de lo que ahora se denomina el proto-punk, y las principales ciudades del movimiento fueron Nueva York y Londres. Los nuevos grupos se caracterizaban por tener influencia del garage rock pero con un carácter mucho más agresivo, tanto en letras, estética y actitud en el escenario.

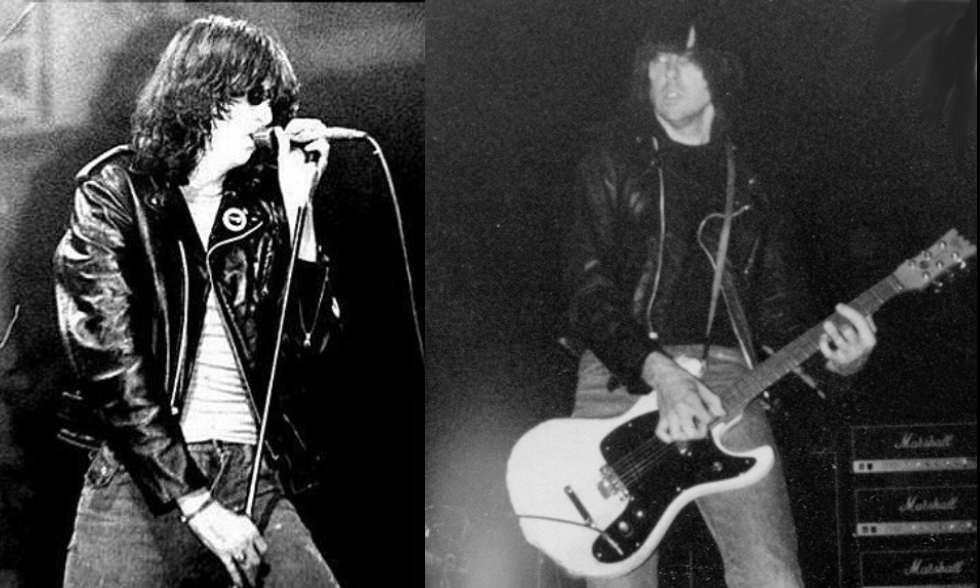
Ramones.

Una característica fundamental de las bandas de la Primera ola del punk fue de que estas sonaban extremadamente diferentes entre sí, algunas siendo muy minimalistas y con letras simples, como los Ramones y Blondie y otras con más arreglos y contenido político como los Sex Pistols y The Clash.

## Historia
A principios de los años 1970 aparecieron corrientes de jóvenes de Nueva York y posteriormente Gran Bretaña y otros países industrializados que consideraban que el rock había pasado de ser un medio de expresión para los jóvenes a una mera herramienta de mercado y escaparate para la grandilocuencia de los músicos de ese entonces. Las obras discográficas de bandas de rock de principios de los 70 llevaban meses de grabación, grandes orquestaciones y millones de dólares como inversión; sin mencionar lo costoso y elaborado que resultaban las majestuosas y pomposas giras y presentaciones en vivo, las cuales exigían enormes escenarios, apoyos lujosos que iban desde iluminación y escenografía, hasta fuegos pirotécnicos. Todo esto alejaba al rock de la gente común, y pronto el status de roquero dejó de ser identificable con la vida cotidiana del joven promedio. Una primera corriente de nuevas bandas buscó regresar al rock a sus bases primitivas, a la simplicidad y el expresionismo.
El contexto histórico del origen del punk también se sitúa en una sociedad anglohablante formulada por roles sociales que muchos jóvenes consideraban hipócritas, basados en las apariencias y en la opinión pública estereotipada. El punk se presentó como una burla a la rigidez de los convencionalismos que ocultaban formas de opresión social y cultural.
Las características del punk rock fueron precedidas por algunas variedades de rock de los 60 y de principios de los 70. Antes del punk apareció una corriente de rock llamada garage, que recrudecía más el sonido fuerte del rock con composiciones menos profesionales. Este género tomaba como principal influencia el sonido de guitarras distorsionadas de los grupos que en Estados Unidos se etiquetaron "Invasión Británica" (The Kinks, The Beatles, The Rolling Stones, etc.). Por ello, estas bandas inspirarían al garage rock y al proto-punk, que posteriormente serían la base principal para el nacimiento del punk rock. Mientras que en los 70 bandas como Led Zeppelin, The Who, Pink Floyd o Queen, entre muchas otras, llevaban al extremo sus producciones y presentaciones y se subían al estatus de estrellas; en el underground, dichas bandas de garage rock y proto-punk de Estados Unidos como MC5, The Velvet Underground, New York Dolls, The Stooges y Television habían dado vuelo a un nuevo género que estalló a principios de los 70 y que para mediados de este formaría lo que sería el punk cambiando la historia del rock por completo.
Entre el proto-punk de los 60, también se pueda incluir la bruta canción «Surfin'Bird» del grupo de Surf Rock The Trashmen, posteriormente versionada por Ramones.
El punk rock se desarrolló entre 1974 y 1976 en los Estados Unidos y el Reino Unido, donde grupos como Ramones, Sex Pistols, The Clash y Blondie fueron reconocidos como los vanguardistas del nuevo movimiento musical y cultural.
- En 1974, en Nueva York, cuatro chicos de clase media urbana se unirían en la que algunos consideran la primera banda punk: Ramones. Sus canciones, con composiciones sencillas, bases de guitarra generalmente de no más de tres acordes, sin solos o grandes arreglos, con letras simples que trataban temas comunes de la vida cotidiana, y en especial con una actitud anti-moda, serían la definición perfecta del naciente género punk y una pauta que seguir para las bandas que vendrían después.

- Por su parte en Inglaterra se terminó de popularizar el punk, si bien no tanto musicalmente como social y culturalmente. Encabezados por los Sex Pistols, la juventud de clase obrera tomaría la guitarra, el bajo y la batería como medios de expresión para expresar el descontento hacia lo que consideraban una sociedad de mentalidad estrecha y represora.

The Damned fue el primer grupo de punk que sacó un álbum en Inglaterra (Damned, Damned, Damned) y dio el primer paso para difundir la rabia del punk entre la gente.[cita requerida]

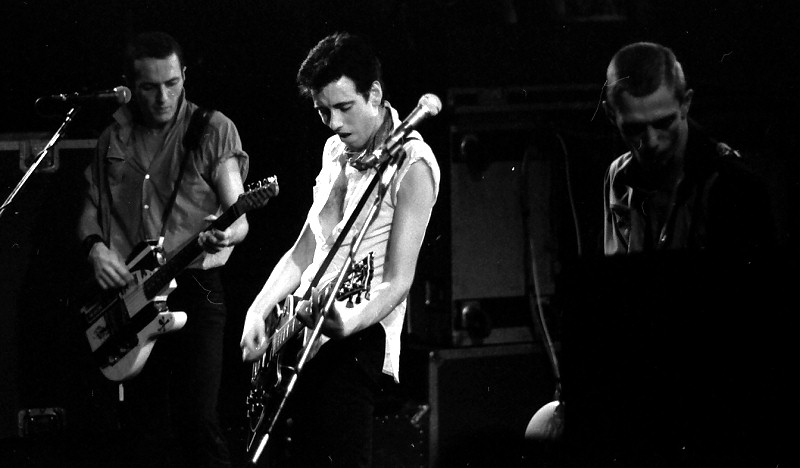
The Clash.

Con el tiempo el género tomaría diferentes caminos y en su paso evolucionaría en muchos subgéneros y recogería influencias de otros estilos musicales. Los subgéneros del punk se definen a veces por características musicales, y en otros casos por el contenido del mensaje o la ideología que lo inspira. 
Tal como después sucedería en muchos otros países, en Inglaterra pronto los grupos tomaron influencias de otros géneros. Una de las primeras fusiones del punk fue con el reggae y el ska popularizado por los inmigrantes jamaiquinos de Inglaterra (como primer y más representativo ejemplo la banda The Clash), o con el glam rock.

## Influencias
Las mayores influencias para la gestación del género fueron The Stooges, los The New York Dolls, The Velvet Underground, Television, The Sonics, MC5, The Flamin' Groovies, Alice Cooper o las primitivas bandas de garaje y surf en Estados Unidos. Y The Who, Faces, The Rolling Stones, The Kinks, las hordas glam encabezadas por David Bowie y las facciones más salvajes del Pub rock en el Reino Unido. Esto varía de acuerdo con el grupo ya que algunos escuchaban de todo mientras que otros escuchaban garage rock, rock and roll o glam rock. Sin embargo, todos coinciden en que lo más influyente fueron las presencias escénicas y la voz de Iggy Pop, cantante y líder de The Stooges, la guitarra de Johnny Thunders, guitarrista de los New York Dolls que influenció el sonido musical del naciente punk, como por ejemplo al guitarrista de los Sex Pistols Steve Jones, Richard Hell, bajista de Television, que con su imagen y actitud influenciaria principalmente a la imagen punk y la de los Sex Pistols. Escritores como Rimbaud y William S. Burroughs también fueron significativos para el género.

## Música
Las canciones solían tener una duración de entre dos y cuatro minutos, en respuesta a las largas piezas de los 60 popularizadas por los hippies. Una característica fundamental de las bandas de la Primera ola del punk es que los guitarristas carecían de técnica y eran bastante limitados. Además, las bandas tenían una sola guitarra, trabajaban con octavas muy distorsionadas con ritmos y riffs repetitivos. El bajo, por su parte, casi nunca utilizaba octavas y por lo general se limitaba a acompañar a la batería o a la guitarra. La batería poseía una técnica influenciada principalmente por el rockabilly.

## Presentaciones
En las presentaciones en vivo, la música era caótica y ruidosa y el contacto con el público volvía a revivir los inicios del rock and roll. Los músicos actuaban de forma alocada y espontánea saltando de un lado al otro del escenario. A pesar de ser muchos los que hacían uso de drogas estimulantes como las anfetaminas, no fueron la mayoría, en contra de las creencias populares. 
Uno de los primeros grandes conciertos legendarios fue el 100 Club Punk Festival, de septiembre de 1976 en Londres, donde tocaron Sex Pistols, The Damned, The Clash, Siouxsie & the Banshees, The Vibrators y Buzzcocks.
Los lugares de culto donde tocaban las bandas americanas eran el CBGB en Nueva York, y el Roxy Club y el 100 Club en Londres.

## Letras
No se puede dar una única definición ya que en este aspecto es donde más difieren las bandas de la primera ola del punk entre sí. Músicos como Richard Hell, Tom Verlaine y Patti Smith escribían letras con mucho contenido poético, muy influeciados por Rimbaud y también por William Burroughs en el caso de Hell. Grupos como Ramones y Buzzcocks escribían sobre el amor y las drogas. Joe Strummer y Mick Jones de The Clash se interesaban mucho por la política y el contenido social, al igual que Johnny Rotten, sólo que éste se caracterizaba por ser extremadamente ácido y sarcástico, hasta el máximo en sus críticas, y en encontrar maneras chocantes y divertidas de tratar temas serios y controvertidos. Su objetivo era ser todo lo contrario a lo establecido y al buen gusto. Lo que todos tenían en común era que trataban temas reales que afectaban a la juventud, lejos de la banalidad que reflejaban los grupos de otros géneros, especialmente los grupos de rock, de la generación crecida en plena crisis del petróleo.
Los ideales políticos expresados en la lírica también variaban. Por un lado, bandas como Crass se inclinaban por el anarquismo y trabajaban en difundirlo, mientras que por otro lado bandas como Sex Pistols estaban más en el campo del nihilismo, mientras The Clash tenía una tendencia más socialista.
Aunque las letras también por otra parte, fueron hablando más adelante de las propias experiencias de la gente, más que nada de la gente marginal de los barrios bajos quienes fueron dándole la esencia del punk.

## Estética
Se suele distinguir en el inicio del punk tres looks o "imágenes" básicamente parecidas pero con algunas diferencias fundamentales entre ellas. Uno de esos looks es el que compartieron contemporáneamente The Dictators y Ramones, factor que hace difícil determinar cuál de las dos bandas fue la primera en implementarlo. Por otro lado, Richard Hell creó la imagen que más se asocia con el punk, mientras que, los Sex Pistols popularizaron la tercera.
La primera se caracterizaba por el uso zapatillas gastadas de suela de lona, vaqueros de colores claros muy ajustados y rotos, camisetas ajustadas, chupas de cuero moteras al estilo "Elvis" y gafas de sol. Esta era la imagen usual de los grupos originarios de los suburbios de Nueva York en los Estados Unidos. También, otras bandas como Dead Boys usaban esvásticas y otros símbolos nazis para provocar e impactar.
La segunda imagen se caracterizaba por la utilización del pelo revuelto en punta, gafas de sol, pulóveres, la ropa destrozada y los alfileres de gancho para sostenerla, remeras hechas pedazos con escritos chocantes como "Por favor, mátame", jeans ajustados y botas o zapatos que también podían estar rotos. Esta fue la imagen de Richard Hell, que también era oriundo de Nueva York, el hecho de que Hell fuese un arduo consumidor de heroína también afectó su aspecto en gran medida. Malcom McLaren, que había sido el representante de los New York Dolls y luego lo sería para los Sex Pistols, vio a Richard Hell durante su estancia en Nueva York y quedó fuertemente impactado por su imagen. Inmediatamente, le ofreció llevarlo al Reino Unido para que desarrollara su carrera allí pero Hell se negó.[cita requerida]
El tercer look surgió en Londres, Inglaterra y estuvo prácticamente copiado en un principio del de Richard Hell. Sin embargo, las innovaciones de Vivienne Westwood, diseñadora, esposa de Malcom McLaren y dueña junto a su esposo de la tienda de ropa SEX, lo llevarían a un lugar totalmente diferente. La implementación de más colores, múltiples cierres, cadenas, alfileres de gancho para sostener la ropa hecha pedazos, accesorios de sadomasoquistas, accesorios nazis y hasta jeringas fueron las nuevas características. Aun así, no es bien claro hasta que punto las innovaciones fueron de la autoría de ella, de Johnny Rotten (el cantante de los Sex Pistols), de Malcom McLaren, del artista plástico Jamie Reid o de Sid Vicious. Otro agregado a la imagen serían los pelos y anteojos de colores así como también las camisas, sacos, sobretodos y pantalones "bondage". También el uso de cabello estilo Mohicano se popularizó en la época; de diversos looks, colores y estilos. Lo más significativo, quizás, fue que debido a los altos precios de la ropa diseñada en SEX, la audiencia creó sus propios diseños y ropas enriqueciendo así el concepto del "hazlo-tu-mismo" y haciendo imposible encasillar a la estética punk en una imagen definida o "uniforme".
Cabe destacar otros looks diferentes a los tres principales, como el de The Damned, que mezclaba la estética punk inglesa con trazos oscuros como maquillaje (rostro pintado de blanco, labios negros, ojos pintados de negro...).La estética más oscura de este grupo se reflejaba sobre todo en su cantante, Dave Vanian

## Formaciones

### Grupos de los Estados Unidos
Las bandas de Nueva York fueron las que más trascendieron, a pesar de que no todas fueron originarias de allí sino que se mudaron a la ciudad. Los demás grupos fueron en su mayoría de la ciudad de Los Ángeles, California.
Entre paréntesis figura el año de formación del grupo, en algunos casos es aproximado.
- Suicide (1971 pero grabaron por primera vez en 1977)
- Devo (1972 pero grabaron por primera vez en 1976)
- The Dictators (1973)
- Television (1973)
- Ramones (1974)
- Blondie (1974)
- Talking Heads (1974)
- The Heartbreakers (1975)
- Dead Boys (1976)
- Tuff Darts (Mediado de los años 70 junto a The Ramones y Dead Boys)[1]
- The Voidoids (1976)
- The Cramps (1976)
- Wayne County & the Electric Chairs (1976)
- Cherry Vanilla (1976)
- Crime (1976)
- Black Flag (1976 pero no publicaron hasta 1981)
- Middle Class (1976)
- The Bags (1977)
- The Misfits (1977)
- The Avengers (1977)
- The Germs (1977)
- X (1977)
- The B-52's (1978)
- The Plasmatics (1978)
- Dead Kennedys (1978)

### Grupos del Reino Unido
Aunque la mayoría de los grupos trascendieron en la ciudad de Londres, no todos eran originarios de allí sino que se mudaron.
Entre paréntesis figura el año de formación del grupo, en algunos casos es aproximado.
- The Stranglers (1974 pero no publicaron hasta 1977)
- Cock Sparrer (1974 pero grabaron por primera vez en 1977)
- Sex Pistols (1975)
- London SS (1975)
- Sham 69 (1975 pero grabaron por primera vez en 1977)
- The Undertones (1975) (primer album en 1979)
- The Clash (1976)
- The Damned (1976)
- Generation X (1976)
- 999 (1976)
- Siouxsie & the Banshees (1976)
- The Flowers of Romance (1976)
- Buzzcocks (1976)
- The Rezillos (1976)
- X-Ray Spex (1976)
- The Vibrators (1976)
- Chelsea (1976)
- Discharge (1977)
- The Boys (1976 pero grabaron por primera vez en 1977)
- UK Subs (1976 pero no publicaron hasta 1978)
- The Slits (1976 pero no publicaron hasta 1979)
- The Adicts (1976-1977 pero no grabaron hasta 1980)
- PVC2 (1977)
- Slaughter & The Dogs (1977)
- Adam & the Ants (1977)
- The Skids (1977)
- Crass (1977 pero no publicaron hasta 1979)
- The Jam (1977)
- The Lurkers (1977)
- The Rich Kids (1977)
- Angelic Upstarts (1977)
- The Zones (1977/78)
- The Ruts (1978)
- Cockney Rejects (1979)

### Grupos de Irlanda
Entre paréntesis figura el año de formación del grupo, en algunos casos es aproximado.
- Boomtown Rats (1975 pero grabaron por primera vez en 1977)
- Stiff Little Fingers (1978)
- The Undertones

### Grupos de España
- La Banda Trapera del Río  (1976)
- Kaka de Luxe  (1977)